# Прогнозиране
Вижте пояснителната страница за други значения на Предсказание.
Прогнозиране или предвиждане на бъдещи събития е процес на изказване на твърдения относно събития, които все още не са били наблюдавани. Например определянето на някаква променлива или лихва към специфична бъдеща дата. Прогнозирането включва статистически методи от времеви редове и други данни както и повече или по-малко формални съждения. При това, данните трябва да са актуални, за да може да се правят такива прогнози и за да могат те да бъдат акуратни. Понякога под предвиждане се има предвид и предсказването на бъдещи събития, което обаче не включва анализ на данни и формално мислене, а мистични способности.